# Østerdalen

Karte von Innlandet mit der Landschaft Østerdalen

Østerdalen ist eine Landschaft im Fylke (Provinz) Innlandet. In der Landschaft, die sich aus insgesamt elf Kommunen zusammensetzt, liegt das gleichnamige Tal Østerdalen. 

## Geografie
Die Landschaft liegt im Osten des norwegischen Landesteils Sør-Norge (deutsch Südnorwegen) und macht den Nordosten des Fylkes Innlandet aus. Im Norden reicht sie bis zur Grenze zum Fylke Trøndelag, im Süden bis zur Kommune Elverum. Im Osten grenzt die Landschaft Østerdalen an Schweden. Neben dem Tal Østerdalen umfasst die Landschaft die angrenzenden Gebirgszüge sowie die Seitentäler. Durch das Haupttal verläuft die Glomma, Norwegens längster Fluss. Aus den Seitentälern führen mehrere Nebenflüsse auf die Glomma zu.
Die Landschaft wird in Nord-Østerdal und Sør-Østerdal (deutsch Süd-Østerdal) unterteilt. Zu Nord-Østerdal werden die Kommunen Os, Tolga, Tynset, Alvdal, Folldal und Rendalen gezählt, zu Sør-Østerdal die Kommunen Engerdal, Stor-Elvdal, Trysil, Åmot und Elverum.
Der Süden der Region ist flacher als der Norden und eine der waldreichsten Gegenden Norwegens. Weiter nördlich befinden sich in Nord-Østerdal höhere Erhebungen und weniger Wälder.

## Wirtschaft und Infrastruktur

### Verkehr

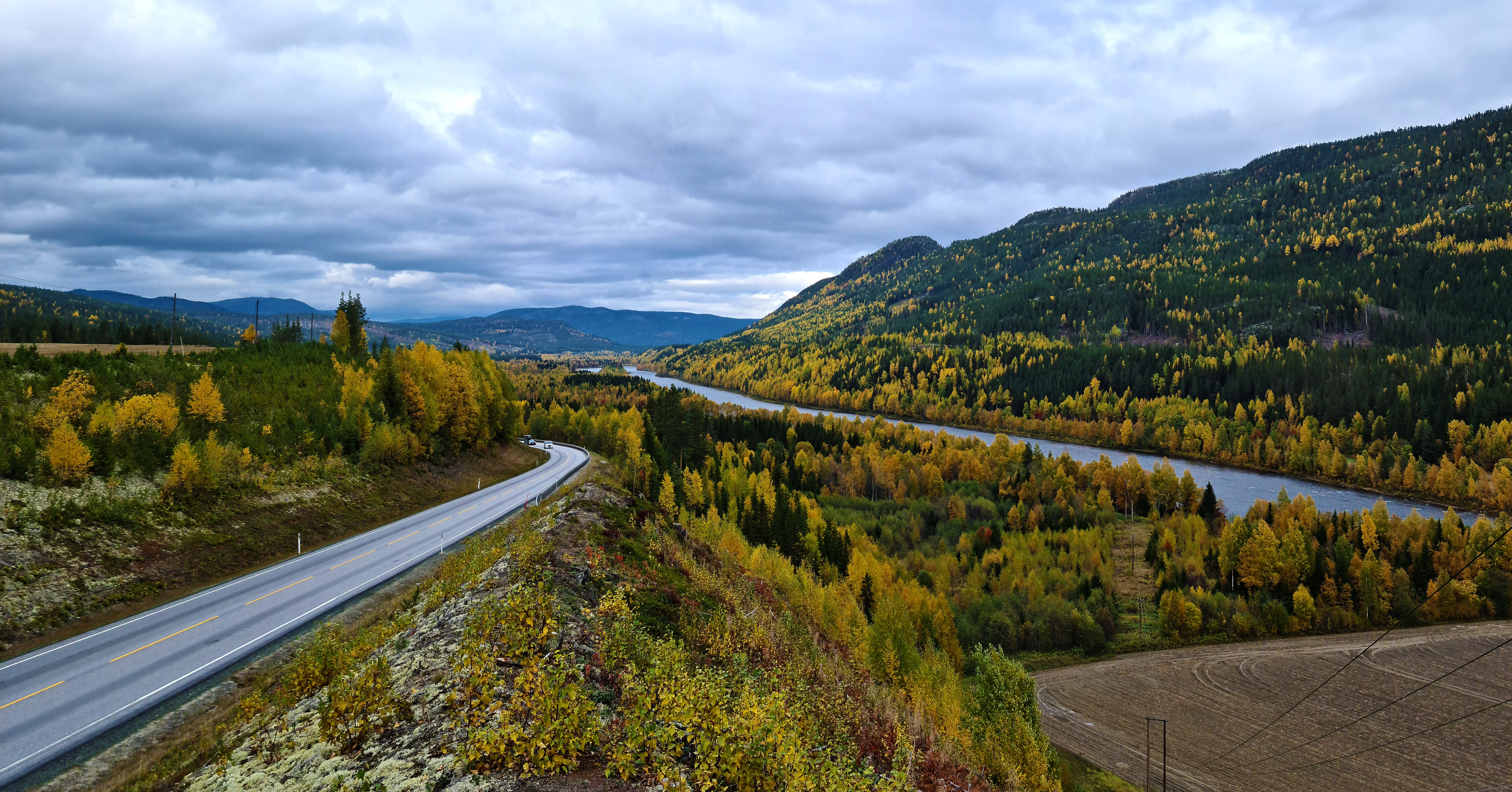
Blick auf die Glomma und den Riksvei 3

Durch das Østerdalen verläuft parallel zur Glomma die Bahnlinie Rørosbanen und der Riksvei 3. Beide Verkehrswege verbinden die Stadt Elverum im Süden mit Tynset im Norden. In Tynset führt der Riksvei 3 weiter in den Nordwesten und die Rørosbanen in den Nordosten in die Stadt Røros.

### Wirtschaft
Die Land- und Forstwirtschaft in Østerdalen ist von den lokalen Gegebenheiten abhängig. Im Süden ist die Forstwirtschaft so von größerer Bedeutung als im Norden. In Nord-Østerdal ist vor allem die Tierhaltung typisch und die landwirtschaftlich genutzten Flächen sind größtenteils Wiesen und Weiden. Die Industrie ist für die Region Østerdalen von eher geringer Bedeutung. Wirtschaftliches Zentrum der Region ist die Stadt Elverum.

## Name
Der Name tauchte bereits früh in schriftlichen Quellen auf. In der Sverris saga gibt es die Erwähnungen Eystridala und i Eystri-dali. Aus dem Jahr 1358 stammt die Erwähnung als i æystra dalum. Sämtliche Namen leiten sich von der Bedeutung „östliche Täler“ her.

## Dialekt
Zu den Østerdalen-Dialekten gehören die meisten der in der Landschaft verbreiteten Dialekte. Eine Ausnahme bildet die Kommune Folldal, deren lokaler Dialekt als Gudbrandsdalen-Dialekt gilt. In Nord-Østerdal ähneln die Dialekte denen aus Sør-Trøndelag, im Süden weisen sie Ähnlichkeiten zu den Dialekten in Oppland auf. Es bestehen zudem Ähnlichkeiten zu den schwedischen Dialekten, die im ans Østerdalen grenzende Gebiet gesprochen werden.